# 延岡城
延岡城（のべおかじょう）は、宮崎県延岡市本小路にあった日本の城。もとは縣城（あがたじょう）といい、別名に亀井城（かめいじょう）という。

## 概要
江戸時代に高橋元種によって築かれた平山城である。築城当初は縣城と呼ばれたが、後に延岡城へ改称されている。縣藩、後の延岡藩の政庁、臼杵郡地域の拠点とされた。もともと、縣は古代以降土持氏の支配する所であり、この城も高橋元種の築城以前に存在した土持氏の城館を改修増築した可能性も考えられている。
延岡市松山町にあった中世・戦国期土持氏の拠点城郭松尾城（当時は縣城とも）を延岡城とする記述が見られることがあるが、これは誤りである（詳細は松尾城 (日向国)参照）。
延岡城には、ある石をはずすと一気に全壊し、一度に千人の敵兵を殺すことができるという石垣があり、「千人殺し」と呼ばれている。
石垣は高さ約１９ｍ、総延長７０ｍで、出角の斜長は約２２ｍ 
石材には、主に花崗班岩、砂岩、阿蘇溶結凝結岩が使用されており、表面には様々な刻印がついている

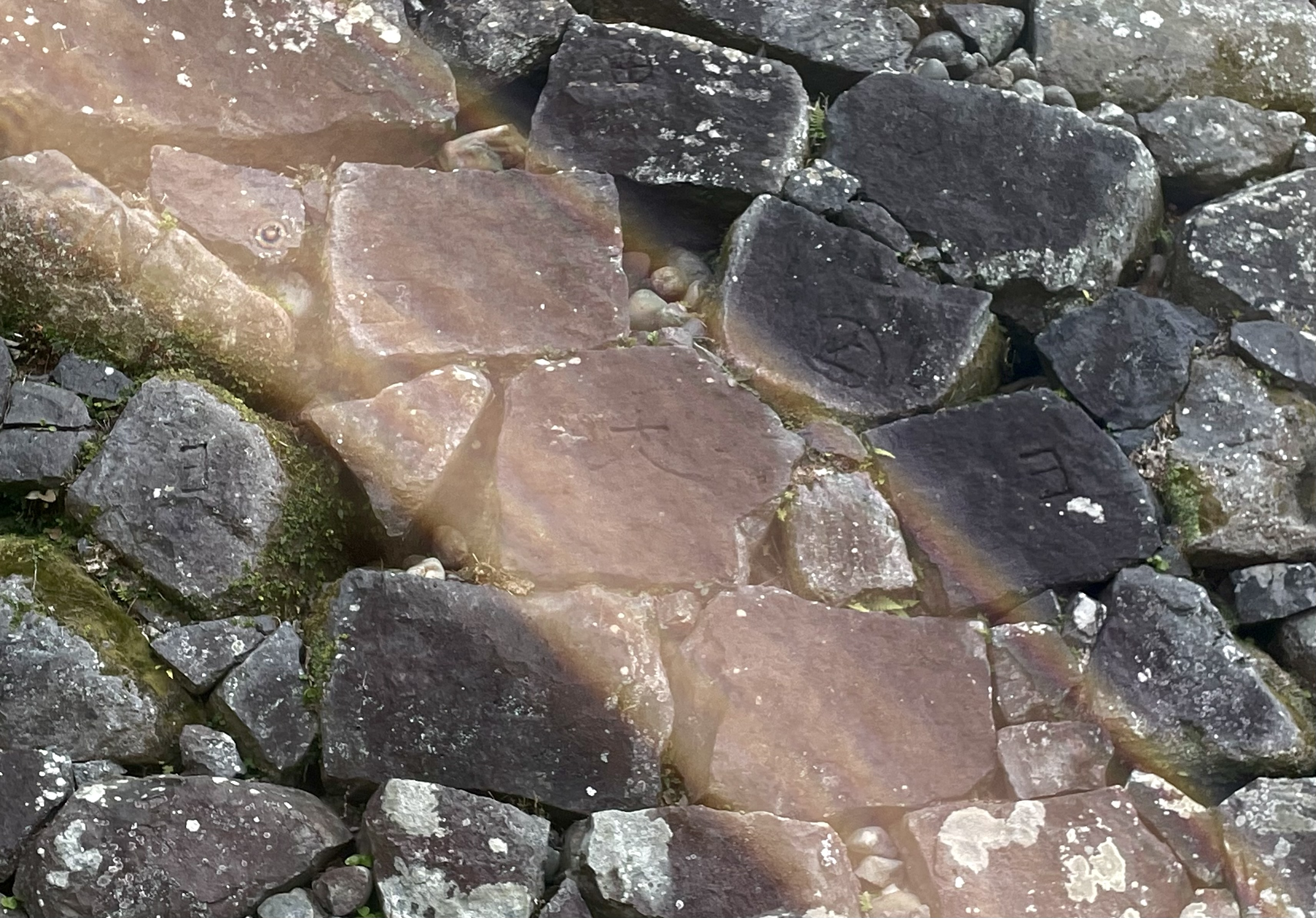
延岡城　石垣

天主台跡に鐘付き堂があり、現在も1日に6回、市民に時刻を告げている。歌人若山牧水もその様子を歌に詠んでいる。
2017年（平成29年）4月6日、続日本100名城（195番）に選定された。

## 歴史

### 歴代延岡城主
- 初代　高橋氏　1587年（天正15年）豊臣秀吉の九州国割りによって高橋元種が豊前国香春岳から53,000石で転入。罪人をかくまった罪で幕府から改易される。
- 二代　有馬氏　1614年（慶長19年）有馬直純が肥前国日野江から入封、3代目清純の1691年（元禄4年）その前年に領内で起こった大規模な逃散一揆の責を受け越後国糸魚川へ転封。
- 三代　三浦氏　1692年（元禄5年）下野国壬生から三浦明敬が23,000石余で入封。日向国初の譜代大名で、その後延岡は譜代大名が続いて入部する。明敬は1712年（正徳2年）に三河国刈谷へ転封。
- 四代　牧野氏　三浦氏に代わって譜代の牧野成央が8万石余で入封。2代目貞通の1747年（延享4年）常陸国笠間へ転封。
- 五代　内藤氏　牧野氏と入れ替わって譜代の内藤政樹が磐城国平から7万石余で入封。内藤氏は明治維新まで延岡を統治した。[3][4]

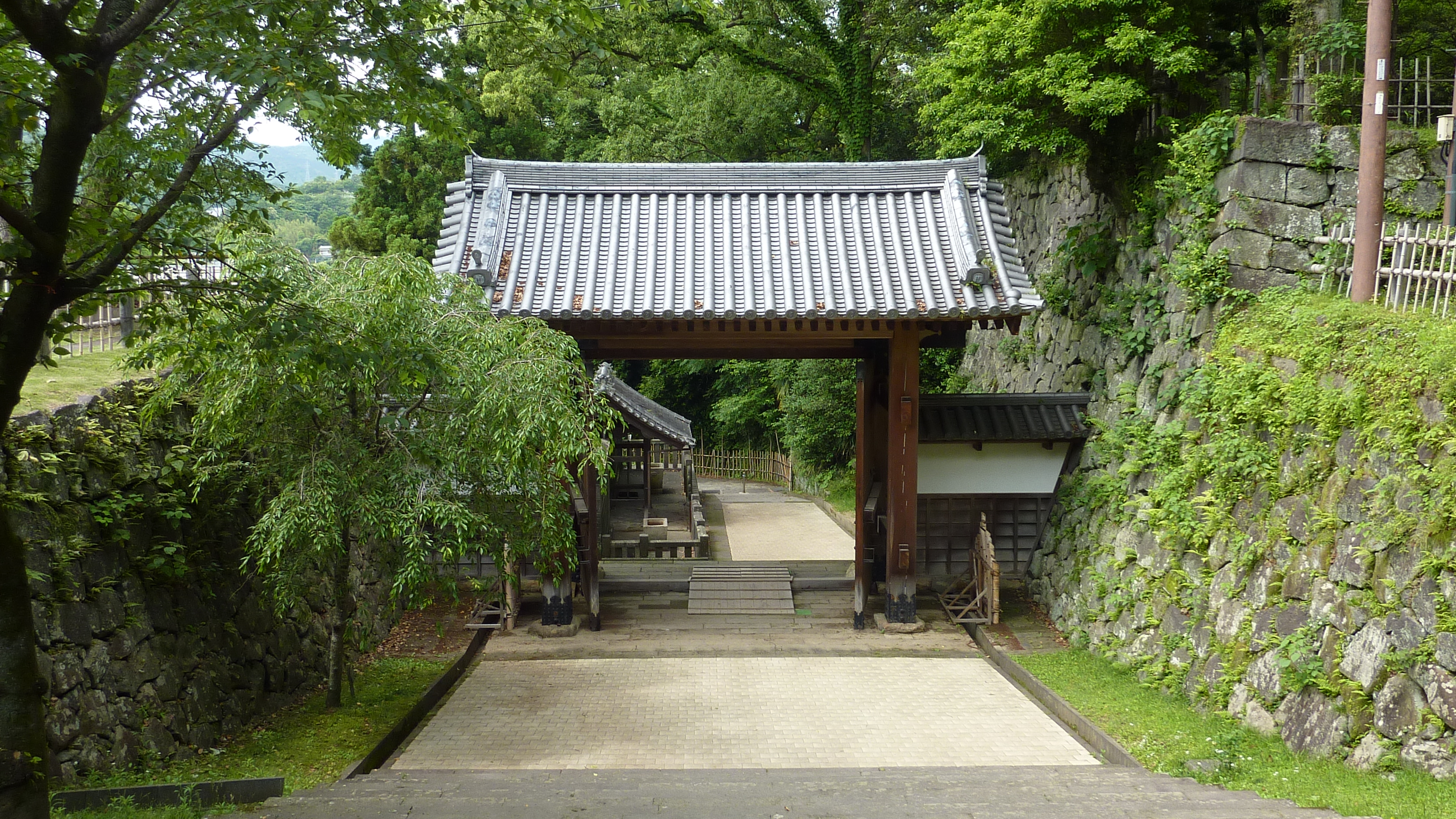
北大手門（復元）

高橋元種が1601年（慶長6年）に築城を始め、1603年（慶長8年）に落成した。その後、明暦期の有馬氏による改築を経て、明治維新までの江戸期をつうじて、縣藩（三浦明敬支配期以降は延岡藩）の政庁となった。
しかし、高橋元種は1613年に罪人を匿ったとして改易され、その後は有馬氏・三浦氏・牧野氏と続き、内藤氏支配で幕末を迎えた。明暦1年（1655年）の有馬康純修築時に建設された天守代用の三階櫓は、1682年（1683年説もあり）に焼失して以後再建されなかった。
1870年（明治3年旧暦10月）に薬園として活用することを新政府へ出願して聴許され、廃城となった。西ノ丸は内藤氏の私有地となるが、1881年（明治14年）に延岡市へ寄贈され、「内藤記念館」として利用されたが太平洋戦争時の1945年（昭和20年）の空襲によって焼失した。
平成29年、福井県坂井市で木図が見つかり坂井市に寄贈された。

### 高橋元種時代
築城
慶長6年（1601年）に着工し、慶長8年（1603年）の秋に完成。五ヶ瀬川と大瀬川に囲まれた中州と中央の独立丘陵 （延岡山、現在の城山）に城取り。縄張りは神田壱岐守による 。松尾城から移徙の儀と神事能の奉納が行われた。
城は、本城と西の丸の2郭から構成され、五ヶ瀬川と大瀬川を天然の外堀とし、城山の周辺に内堀と石垣を築く。本城は、本丸、二の丸、三の丸の3区に構成されている。
「台所、…、広間、…、弓書院」や「城内ノ搦目手ノ籠門ノ矢倉」 などの建造物の記録や『慶長日向国絵図』(臼杵市立図書館蔵) の「縣城」には、他の城郭にはない3層の建築物やいくつかの櫓建築などが描かれており、数少ない高橋元種期の縣城の史料となっている。
城下町建設
高橋元種は城下町づくりに着手した城下町「縣（延岡）」の創設者であり、現在にいたる延岡の町の原形がこの時に作られた。侍屋敷（小路）として、本小路、北小路、桜小路、天神小路を整備。城の東側に、南町・中町・北町の城下町を整備し、越中屋、大坂屋、大和屋、石見屋、志摩屋など全国から商人を招いた。
天正6年（1578年）の豊後大友氏による土持氏攻めの際に焼き払われた神社仏閣の再興や創建をおこなった。
- 誓敬寺（北町）
- 妙専寺　浄土真宗、祐真を招き元種の母の菩提寺として開基、母「妙専」尼の法号による。臼杵郡地域の総本山としてとくに高千穂地方教化の中心となった。
- 光勝寺　再建。慶長3年1588年に後の北町に創立され、有馬氏時代に現在地に移る。
- 西林寺　台雲寺の前身。もと蓬莢山金仙寺といったものを改称。
- 古川薬師　松尾城落城時に大友軍によって焼かれた松尾山長福寺を再興して東大寺と改称。
- 愛宕神社　延岡山（城山）の頂上にあったものを縣城築城にあたり笠沙山に移し「愛宕山」と呼ぶようになったと伝わる。
- 行縢神社の「鉄鰐口（わにぐち）」（宮崎県指定有形文化財、行縢神社蔵）　慶長10年1605年、高橋元種の娘（おかね）が行縢神社に寄進。銘「日向国行縢大権現掛之神前矣　慶長十年己巳九月吉日高橋氏源統種息女寄進焉」

### 有馬康純時代
有馬康純の統治38年間に、今日の縣・延岡城下町の原型が完成した。普請本〆は有馬長兵衛、坂部彦兵衛、普請奉行は久能善右衛門、大工棟梁は中井太兵衛 （のちに主税と改名）であった。
（以下は、『国乗遺聞』巻之五、「縣城徭夫之事」「縣城御本丸御修覆之事」による）
- 1652年 （承応元年） 縣城の修復に取りかかる
  - 3月12日　石垣普請開始
  - 3月19日　三階櫓石垣普請開始
  - 10月 2日　三階櫓柱立て
  - 10月11日　三階櫓棟上げ
  - 11月19日　二階櫓門柱立て
  - 12月 2日　二階櫓門棟上げ、同23日まで仕事休み
- 1653年 （承応2年）
  - 1月 4日　仕事初め、同8日、普請開始
  - 1月22日　三階櫓・二階櫓・二階門櫓の鎮宅祈祷（祈祷師：宝寿院）
- 1655年 （明暦元年）
  - 6月　　　縣城完成

この間の動員人員
大工、鍛冶、木挽、材木、人足の5小屋を組む。
職人は一人あたり年間50日の動員。
人足千石夫は毎日40人、一人につき、飯米7合5尺、賃銀8分を支給。
村夫は、各村から60人ずつ3日間動員。一人あたり、賃銀1文、飯はなし。
水主役は、臼杵郡、宮崎郡の14か村から一人あたり50日。
- 1656年 （明暦2年）
  - 6月吉日   今山八幡宮に梵鐘を寄進 （初代「城山の鐘」、内藤記念館蔵）

「明暦二年丙申六月吉日…日州延岡城主有馬左衛門佐…藤原朝臣康純」